# Finn Russell
Finn Russell (Stirling, 23 de septiembre de 1992) es un jugador escocés de rugby que se desempeña como apertura o centro, e internacional por Escocia. Actualmente (2024) juega para Bath Rugby en la Premiership Rugby. En 2014, tuvo lo que el periodista deportivo Andy Newport llamó "un ascenso meteórico [que] vio al anterior juvenil del condado de Stirling abrirse paso al equipo nacional en el espacio de seis meses."
Después de la escuela secundaria, Russell trabajó durante tres años como cantero. Recordó esa época en una entrevista del año 2015 con Newport:

"En los días lluviosos podía ser bastante triste... Podía ser duro, pero lo disfrutaba. Estaría haciendo alféizares, marcos de puerta, chimeneas - incluso construyendo muros. Pero en comparación con jugar al rugby, es la noche y el día. Si alguna vez tengo un mal día entrenando, pienso en lo que era trabajar en aquel frío cobertizo."

Russell fue escogido por el entrenador principal de los Glasgow Gregor Townsend en el verano de 2012, después de llamar la atención jugando con Falkirk y la selección de Escocia sub-20 en el Campeonato Mundial de Rugby Juvenil de 2012 en Sudáfrica. Fue seleccionado para jugar con Ayr después del torneo del Campeonato IRB, en que los ayudó a ganar el doblete, la liga y la copa, en la temporada 2012-13 de la Scottish Premiership.
En 2013, formó parte de la John Macphail Scholarship, en que pasó 15 semanas en la Isla del Sur en Nueva Zelanda, jugando para clubes locales en la zona de Christchurch, beneficiándose de instalaciones de primera clase y del entrenamiento especializado ofrecido por la unidad de alto rendimiento internacional de Canterbury Rugby Football Union.
Con los principales jugadores de Glasgow fuera en sus deberes internacionales para el Torneo de las Seis Naciones 2013, Russell fue elegido a partir del banquillo para enfrentarse a los Zebre el 10 de febrero de 2013 como parte de la temporada 2012–13 Pro12. Salió en el minuto 56 para hacer su debut profesional. Durante la temporada 2013–14 Pro12, Russell hizo su primera salida de titular con el club, comenzando como centro interior contra Newport Gwent Dragons en el Scotstoun Stadium el 22 de noviembre de 2013. Desde entonces, el entrenador principal de los Glasgow Warriors, Gregor Townsend, ofreció a Russell un contrato a tiempo completo con el club que empezó en la temporada 2014–15.
Russell consiguió su primera llamada para la selección de rugby de Escocia absoluta durante los tests de verano de la gira de 2014 por Norteamérica. Ese otoño, compenzó en los tres tests de noviembre de Escocia contra Argentina, Nueva Zelanda y Tonga.
Russell se afianzó como el número 10 de Escocia durante el Torneo de las Seis Naciones 2010, comenzando en cuatro de los cinco partidos del equipo.  Se perdió el partido contra Italia por suspensión, habiéndose ampliado su sin-bin contra Gales a una suspensión de dos semanas después de una citación y apelación sin éxito. Russell consiguió su primer ensayo internacional en la derrota del último día con los que al cabo serían campeones, Irlanda.
En la temporada 2014-2015 contribuyó al triunfo de los Glasgow Warriors en Pro12. Y en la final de 2015 en el Kingspan Stadium de Belfast, Russell estuvo de nuevo entre los máximos puntuadores de ensayo, también pateando cuatro conversiones en la victoria 31-13.
Russell fue seleccionado para la selección de rugby de Escocia para la Copa Mundial de Rugby de 2015, y anotó un ensayo en el partido inicial, una victoria contra Japón. En el partido contra Estados Unidos, que terminó con victoria escocesa 39-16, Russell logró puntos gracias a una conversión y un golpe de castigo.

## Palmarés y distinciones notables
- Seleccionado para  jugar con los Barbarians
- Seleccionado por los British and Irish Lions para la gira de 2021 en Sudáfrica [11]

## Participaciones en Copas del Mundo
| Mundial                       | Sede       | Resultado        | PJ | Tries |
| ----------------------------- | ---------- | ---------------- | -- | ----- |
| Copa Mundial de Rugby de 2015 | Inglaterra | Cuartos de final | 4  | 1     |
| Copa Mundial de Rugby de 2019 | Japón      | Primera fase     | 3  | 1     |
| Copa Mundial de Rugby de 2023 | Francia    | Primera fase     | 3  | 0     |